# باشگاه فوتبال پون سیتی
باشگاه فوتبال پورن سیتی (انگلیسی: FC Pune City)، یک باشگاه فوتبال است که در شهر پونا کشور هند پایه‌گذاری شده است.